# Эффективная изотропно излучаемая мощность
Эквивалентная изотропно-излучаемая мощность (ЭИИМ, англ. EIRP — Equivalent Isotropically Radiated Power) — произведение мощности радиочастотного сигнала, подводимого к антенне, на абсолютный коэффициент усиления антенны.
ЭИИМ — интегральная энергетическая характеристика радиостанции (радиопередатчика, соединенного фидерным трактом с антенной), равная мощности, которую должен излучать изотропный излучатель, чтобы на одинаковом удалении плотность потока мощности создаваемого им радиоизлучения равнялась плотности потока мощности радиоизлучения, создаваемого данной радиостанцией в направлении максимума диаграммы направленности её антенны. ЭИИМ измеряется в единицах мощности (Вт, дБВт, дБм).
В практике использования ЭИИМ встречаются вариации в терминологии (эффективная вместо эквивалентная) и определении (делается дополнительный акцент на учет потерь в фидере; потери в фидерном тракте в любом случае должны быть учтены при расчете ЭИИМ).
ЭИИМ как параметр используется в задачах расчета радиолиний и электромагнитной совместимости (широко применяется в спутниковой радиосвязи и радиовещании), при оценке соответствия радиоэлектронных средств санитарным правилам и нормам. ЭИИМ входит в уравнение дальности радиолокации, однако явно выделять ЭИИМ в этом уравнении не принято.
ЭИИМ может быть рассчитана по формуле:
{\displaystyle EIRP=P-L+G_{a}}
где {\displaystyle EIRP} и мощность {\displaystyle P} на выходе радиопередатчика выражаются в дБВт или дБм, потери {\displaystyle L} в фидере должны быть подставлены в дБ, коэффициент усиления антенны {\displaystyle G_{a}} — абсолютный, то есть в децибелах относительно изотропного излучателя (дБи).
Эта формула показывает, что маломощный радиопередатчик с направленной антенной может создать в некотором направлении такой же уровень радиоизлучения, что и мощный радиопередатчик со слабонаправленной антенной. С точки зрения СанПиН, ограничивающих плотность потока мощности радиоизлучения, это означает, что радиопередатчик, подключенный к антенне с бо́льшим {\displaystyle G_{a}} (с бо́льшим КНД), требует бо́льшего внимания.
Значение ЭИИМ указывается как параметр передающего тракта транспондера искусственного спутника Земли (ИСЗ). Знание ЭИИМ и расстояния ИСЗ — Земля позволяет рассчитать плотность потока мощности радиосигнала ИСЗ у поверхности Земли. Например, плотность потока мощности транспондера ИСЗ на геостационарной орбите с типичной ЭИИМ +45 дБВт составляет приблизительно 2•10−12 Вт/кв.м.